# Ćehajići (Goražde)
Pour les articles homonymes, voir Ćehajići.
Ćehajići (en cyrillique : Ћехајићи) est un village de Bosnie-Herzégovine. Il est situé dans la municipalité de Goražde, dans le canton du Podrinje bosnien et dans la fédération de Bosnie-et-Herzégovine. Selon les premiers résultats du recensement bosnien de 2013, il compte 17 habitants.

## Démographie

### Évolution historique de la population
| 1948 | 1953 | 1961 | 1971 | 1981 | 1991 | 2013 |
| ---- | ---- | ---- | ---- | ---- | ---- | ---- |
| -    | -    | 79   | 73   | 52   | 41   | 17   |

|  |

### Répartition de la population par nationalités (1991)
En 1991, les 41 habitants du village étaient tous Musulmans (bosniaques).